# Onze-Lieve-Vrouw van Verlichtingkerk

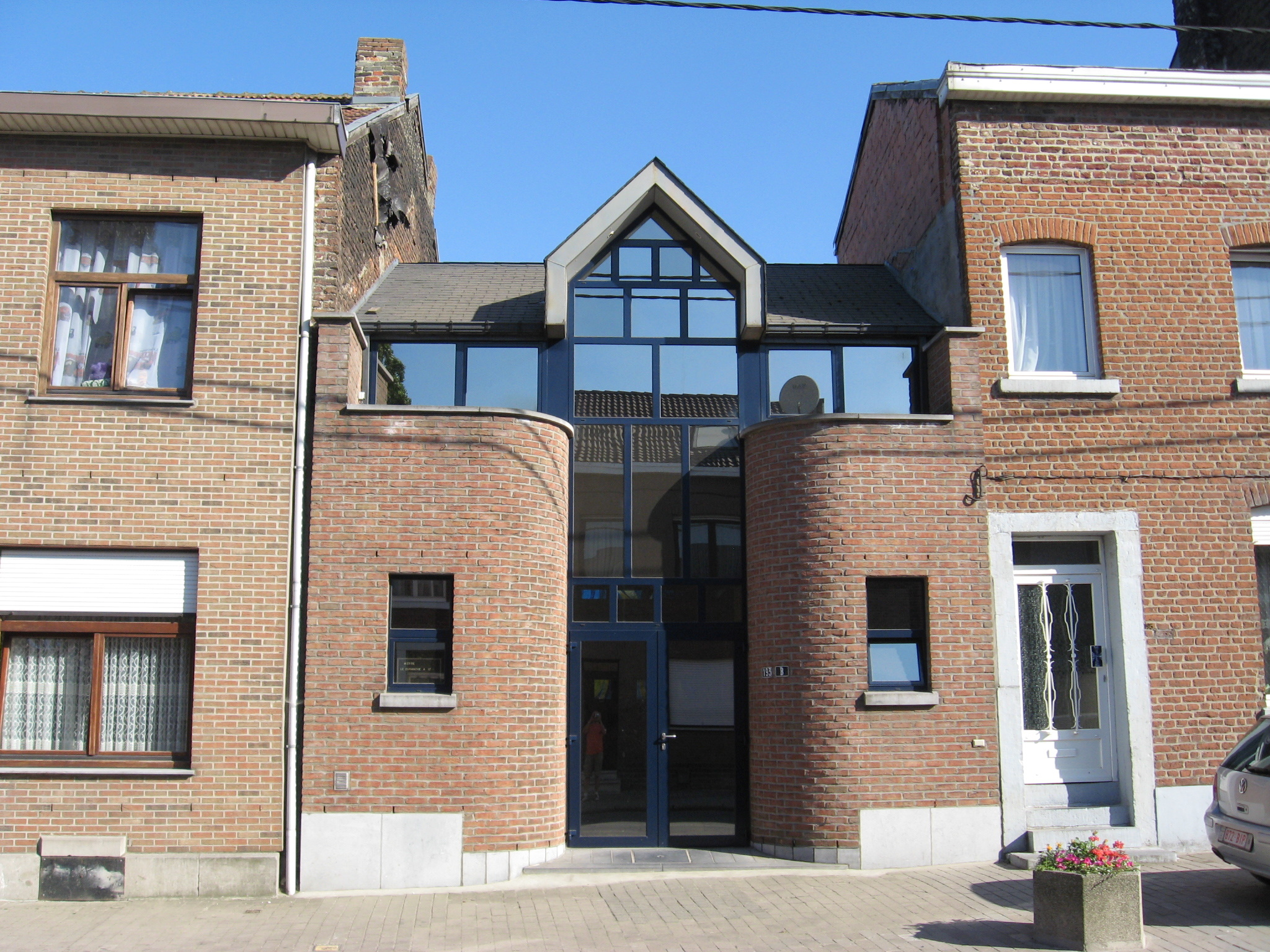
Onze-Lieve-Vrouw van Verlichtingkerk

De Onze-Lieve-Vrouw van Verlichtingskerk (Église Notre-Dame des Lumières) is een kerkgebouw in de Luikse deelgemeente Glain.
Van oorsprong stond hier een kerk van 1617, die gebouwd is als Dominicanenkerk. Deze kerk bezat enkele schilderstukken, zoals een Aanbidding der Herders door Jean Ramey (4e kwart 16e eeuw) en enkele schilderijen uit begin 17e eeuw. Verder was er 18e-eeuws meubilair.
De huidige kerk is van 1976 in moderne stijl.